# Forte Belvedere Gschwent
La fortezza austro-ungarica di Lavarone (in Trentino), meglio nota come Forte Belvedere Gschwent, (in tedesco: Werk Gschwent) sorge a quota 1177 metri a sud della contrada Oseli su di uno sperone roccioso che si spinge verso la Valdastico e la valle del Rio Torto, dominandone le testate. Il forte appartiene al grande sistema di fortificazioni austriache al confine italiano.

## Tecnica e architettura della fortezza

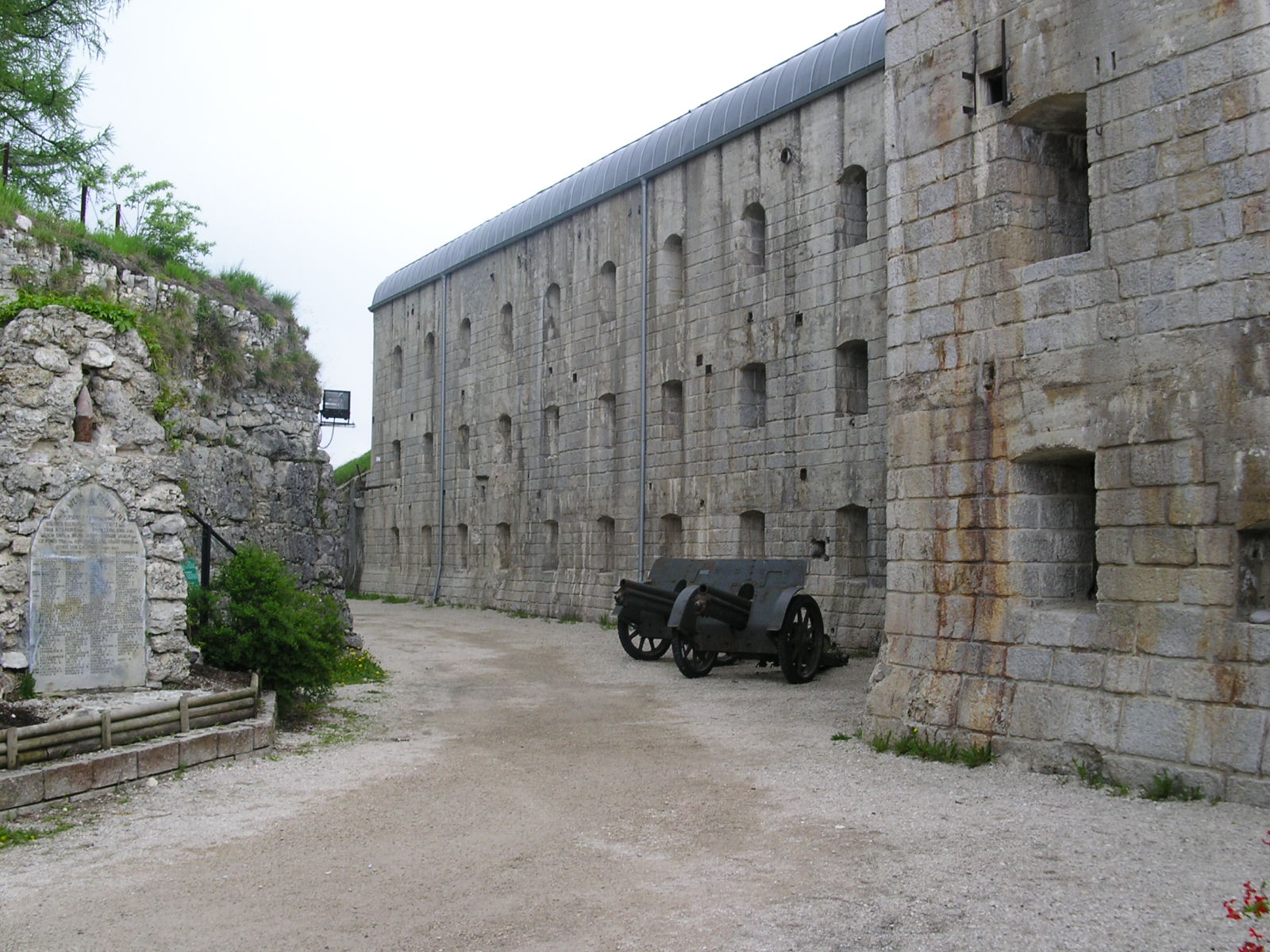
Vista del forte al giorno d'oggi

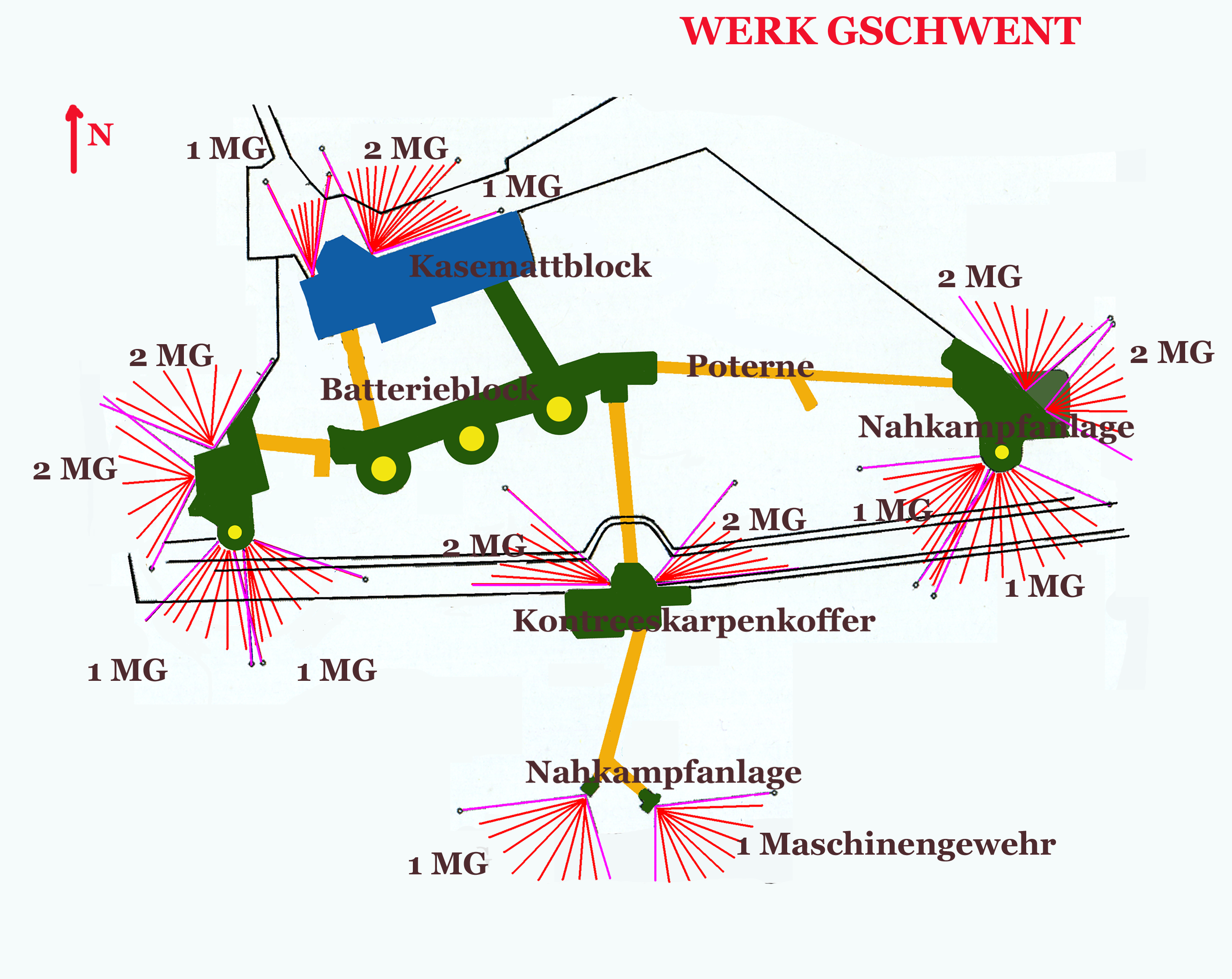
Piantina del forte Belvedere

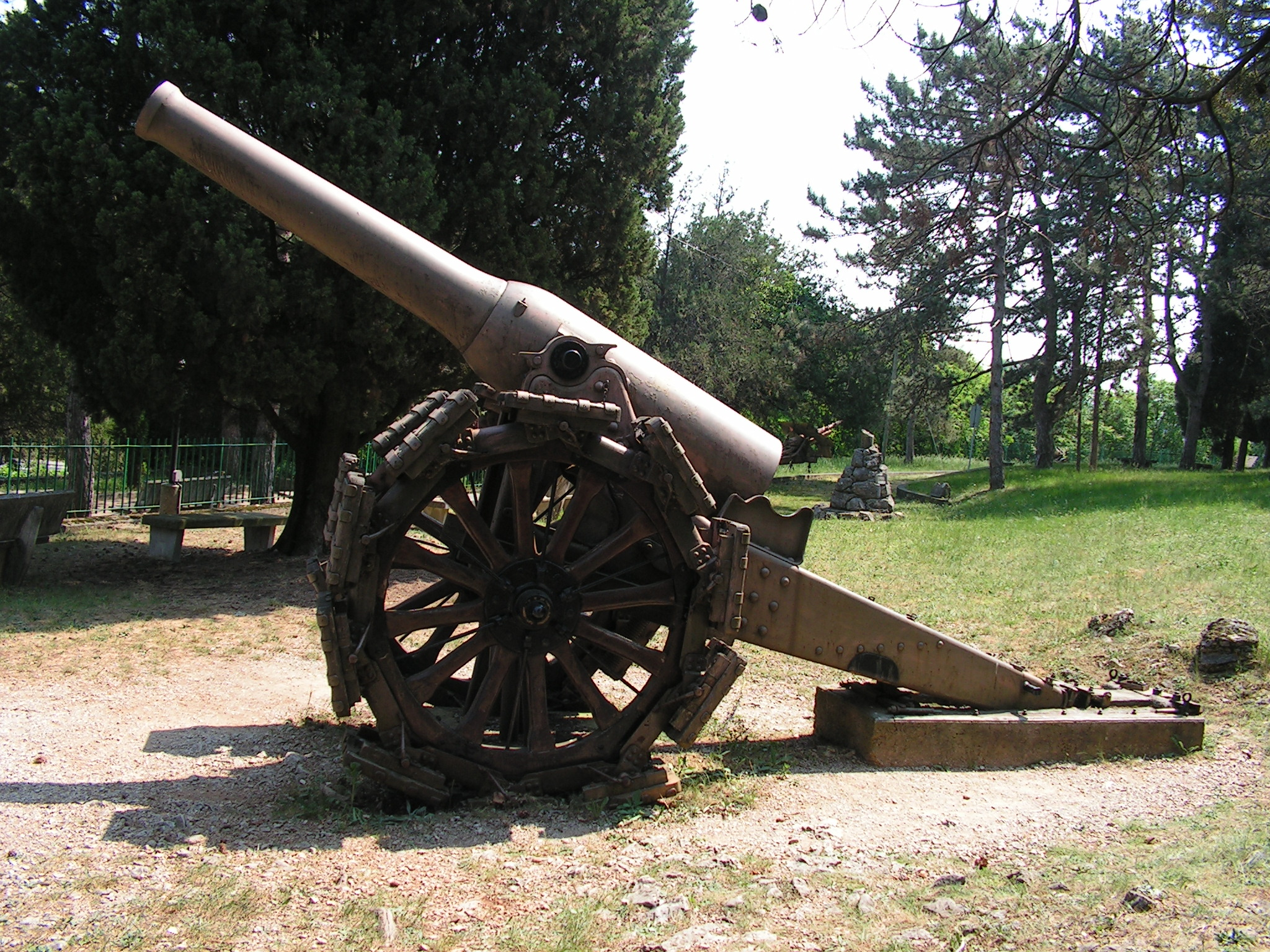
Cannone da 149 mm dell'artiglieria italiana

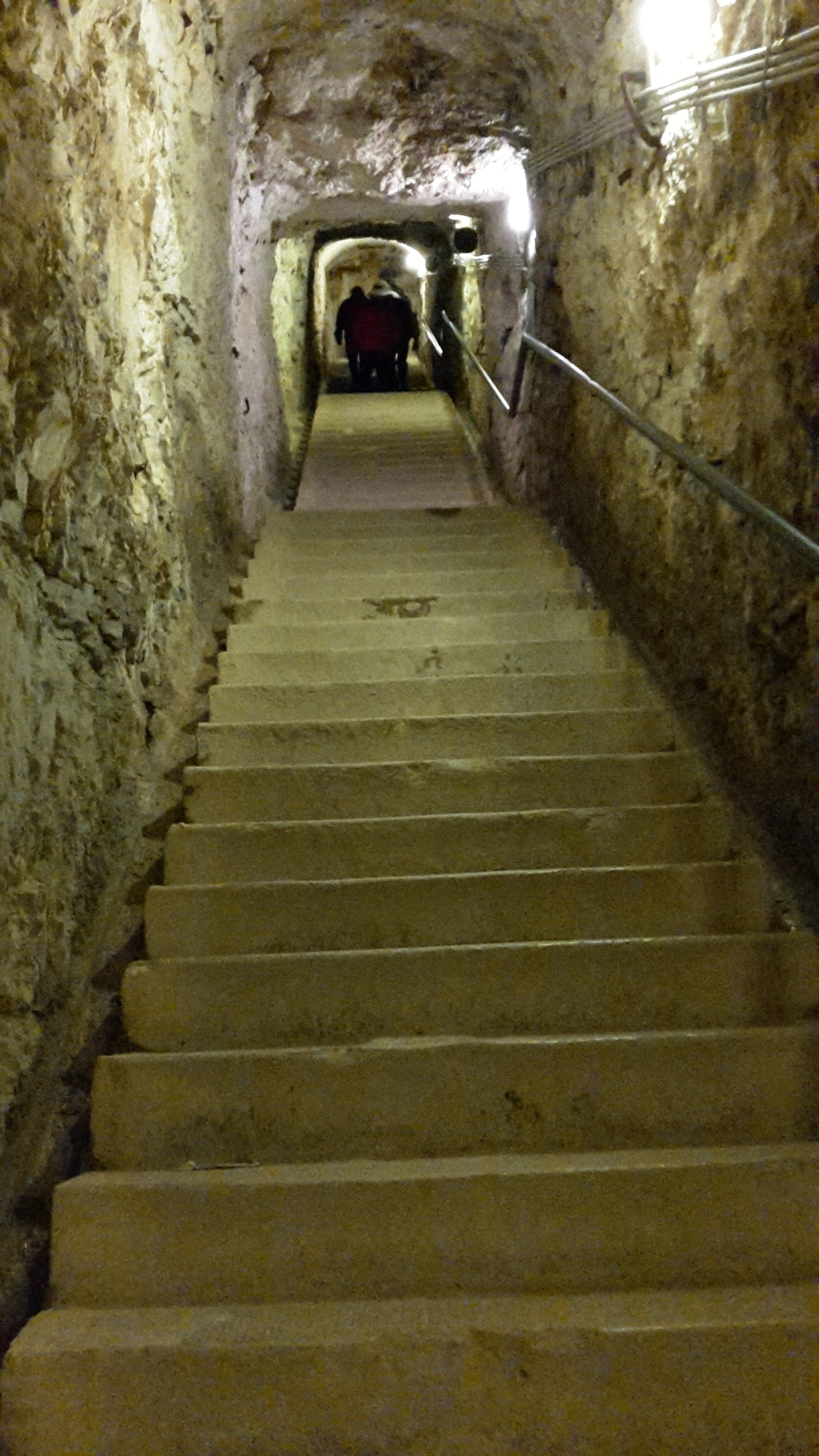
Una delle scalinate interne

Progettista dell'opera fu il capitano di Stato maggiore del genio ing. Rudolf Schneider, il quale lo costruì a partire dal 1908 sotto la direzione del Genio militare di Trento e seguendo le indicazioni dell'Imperiale e regio ministero della guerra di Vienna. Una ditta di Vienna venne incaricata di effettuare i lavori utilizzando anche manodopera locale.
Diversamente da gran parte delle fortezze del periodo, costruite ancora secondo modelli e schemi tradizionali, nella costruzione di forte Belvedere il progettista Rudolf Schneider adottò soluzioni nuove e per certi aspetti sperimentali. Si nota subito come il forte non sia più concepito come una costruzione in cui tutto è raccolto in un unico complesso architettonico, bensì come un'opera articolata che si compone di diversi fortini per il combattimento ravvicinato, lontani uno dall'altro, in mezzo ai quali fu collocato il blocco della batteria per il combattimento a distanza. Dietro a questo vi è il corpo delle casematte con l'alloggiamento della truppa (circa 220 soldati) e i servizi; il tutto collegato a mezzo di corridoi e poterne (gallerie) in roccia calcarea. Il corpo principale del forte era disposto su tre livelli e risulta essere il più grande dei forti realizzati dal genio militare austro-ungarico in Trentino. Esso risultava essere una cerniera tra i forti attorno: di Vezzena (forte Campo di Luserna, forte Verle e forte Vezzena) e di Folgaria (forte Cherle, forte Sommo Alto e forte Dosso del Sommo). L'intero forte ha uno sviluppo di circa 200 metri in lunghezza e 100 in larghezza.
I ripidi dirupi di roccia da ben tre lati sulla Valdastico conferivano a forte Belvedere una naturale sicurezza rispetto agli assalti della fanteria nemica; inoltre lungo la linea frontale era stato scavato un profondo fossato e piantata una duplice fascia di reticolati (tutti battibili con mitragliatrici); reticolati larghi dai 6 ai 12 metri, sempre battibili con mitragliatrici a tiro radente e incrociato, erano presenti pure nei fianchi e sul terreno di gola. Forte Belvedere poteva, quindi, dirsi praticamente inespugnabile nel senso pieno del termine.
Concluso il 18 maggio del 1912, forte Belvedere era costruito e collaudato per resistere anche ai bombardamenti più pesanti e rappresentava un'opera moderna e razionale dove il cemento ed il ferro sono stati sapientemente amalgamati con la roccia. Esso consisteva in un blocco casamatta con all'interno alloggi per la guarnigione, i servizi e i depositi viveri e munizioni, un blocco batteria in posizione avanzata collegato al primo attraverso due gallerie e infine un terzo blocco, costituito da tre postazioni per mitragliatrici raggiungibili da corridoi sotterranei scavati nella montagna. Il blocco casamatta è disposto su 3 piani e rivestito di pietra calcarea lavorata a scalpello; in parte scavato nella roccia è caratterizzato dalla sporgenza a pianta poligonale della facciata. La copertura del blocco casamatta è protetta dall'acqua con uno strato di catrame e lamiere di zinco, mentre l'umidità della struttura scavata in parte nella roccia venne limitata da grondaie, tubi e canali di scarico. Il forte, collegato all'osservatorio di monte Rust era dotato di 3 obici da 10 cm in cupole d'acciaio girevoli, due osservatori e una ventina di mitragliatrici per la difesa vicina. Due riflettori per casamatta servivano per la sorveglianza notturna.
Per la comunicazione con l'esterno il forte era connesso con un centralino telefonico con il Comando gruppo artiglierie di Monterovere e con la stazione telefonica di Lavarone-Chiesa. Al secondo piano del cofano di gola è posta una stazione ottica per i collegamenti con il forte di Luserna, tramite l'avamposto Oberwiesen, il forte Cherle e l'osservatorio di monte Rust.
Per la costruzione del forte era stata preventivata una spesa di un milione e mezzo di Corone austriache, cifra che a lavoro ultimato raggiunse circa i 2.000.000. A ciò andava aggiunto il costo dell'armamento, che si può stimare in circa 300.000 Corone.
Forte Belvedere, al pari di tutte le fortificazioni austriache più moderne, era un complesso destinato ad essere completamente autonomo, anche in caso di prolungato assedio. Era stato perciò dotato di tutte le attrezzature e dei servizi logistici tali da renderlo autosufficiente per un periodo di cento giorni, anche qualora i ripetuti bombardamenti avessero impedito un regolare rifornimento di viveri e munizioni. Esso era collegato a due cisterne alimentate da una sorgente posta poco lontano e l'elettricità era assicurata da un generatore a motore e batterie.
In particolare:
- il fortino n. 2 è quello che dalla batteria degli obici, prendendo a destra la lunga galleria che porta al fossato frontale e quindi alla controscarpa, creata appositamente per la difesa dello stesso fossato frontale. Tale struttura era composta da due piani: al piano terra il cofano di controscarpa con 4 mitragliatrici dietro a 2 scudi corazzati a prova di bomba e due mitragliatrici mod. 07 da 8 mm (M.G.Sch. 13 e 14), una stanza per la truppa (con una feritoia per riflettore elettrico da 21 cm per l'illuminazione del lato destro del fossato), una fucileria (anche questa con una feritoia per un riflettore per illuminare l'altro lato del fossato) e un gabinetto, mentre al primo piano vi era una stanza per la truppa e un locale per il picchetto armato con tubi lanciarazzi illuminanti.
- il fortino n. 3, quello più esposto, ha una galleria che porta alla controscarpa e si biforca alla fine in due caverne con vista sulla Valdastico. Essa costituisce la parte più avanzata del forte e permetteva di respingere eventuali assalti delle truppe italiane. Le due caverne erano chiuse con una piastra d'acciaio con feritoie per mitragliatrici. Pare che nella caverna di sinistra fosse installato un cannone calibro 8 cm per aiutare l'avanzata della Strafexpedition.
- il fossato era stato scavato completamente nella roccia, largo 8 metri e profondo dagli 8 ai 10 metri; esso doveva servire a dare sicurezza in caso di attacchi da parte del nemico, anche se data la posizione del forte, erano quasi da escludere. Il fossato era ricoperto da un fitto reticolato.

Dopo lo scoppio della prima guerra mondiale il forte subì gravi bombardamenti da parte dell'artiglieria italiana; il forte cessò la sua importanza strategica dopo la Strafexpedition del maggio del 1916 quando il fronte si spostò in avanti presso l'altopiano di Asiago.
Al contrario di altre fortezze limitrofe, il forte non fu danneggiato negli anni '30 dai recuperanti e quindi riuscì a non essere demolito. In primis il demanio ne divenne il proprietario e subito lo affittò al comune di Lavarone. Nel periodo fascista molti forti vennero saccheggiati o abbattuti mentre il forte Belvedere si salvò grazie all'intervento del re Vittorio Emanuele III. Negli anni '40 furono però asportate le cupole metalliche del forte e parte del rivestimento metallico del tetto. Nel secondo dopo guerra il forte tornò in mano alla regione e nel 1966 ad un privato che ne realizzò un museo. Infine nel 2002 il comune, divenuto proprietario del forte, iniziò il restauro.

## L'armamento

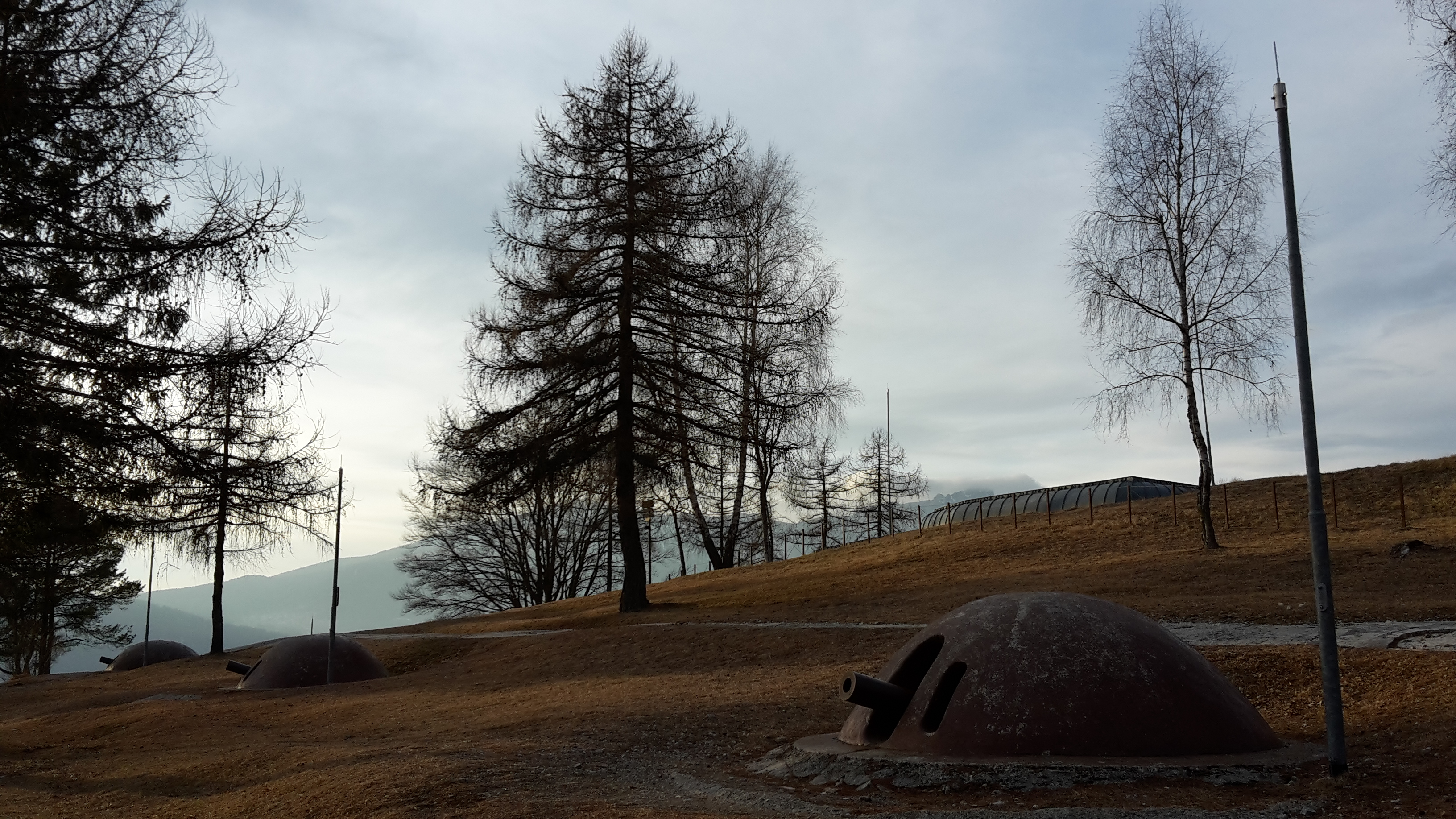
Le tre cupole corazzate

L'armamento principale del forte Belvedere era costituito da una batteria di tre obici da 10 cm di calibro, protetti da cupole corazzate girevoli in acciaio dello spessore di 250 mm. Sebbene il cannone da 10 cm risultasse piuttosto piccolo, lo si era preferito ai calibri maggiori per vari motivi pratici ed anche in considerazione del fatto che i forti austriaci avevano una funzione prevalentemente difensiva. Un calibro relativamente piccolo, infatti, permetteva di accatastare una notevole riserva di munizioni e godeva di una relativa facilità di movimento. Inoltre, un calibro maggiore avrebbe comportato una perdita di solidità della cupola, che, per risultare stabile, si sarebbe dovuta riprogettare completamente e fabbricare di dimensioni maggiori. Per poter resistere a pesanti bombardamenti, il forte fu rivestito con del calcestruzzo di spessore 2,5 metri in cui furono inseriti tre strati di putrelle da 40 cm.
A differenza delle altre fortificazioni dell'Altipiano, forte Gschwent non aveva postazioni di combattimento armate con cannoni. Di contro, si preferì dotare la fortezza con un consistente numero di postazioni di mitragliatrici Schwarzlose da 8 mm Mod. 07, armi ugualmente efficienti, ma molto meno costose.

## La guarnigione
Il 24 maggio 1915, giorno della dichiarazione di guerra del Regno d'Italia all'Impero austro-ungarico, il presidio ufficiale di forte Belvedere era così composto: 1 comandante, 2 ufficiali d'artiglieria, 1 ufficiale di fanteria, 1 ufficiale medico, 130 sottufficiali e artiglieri, 50 Landesschützen; 8 telefonisti, 5 addetti alla sanità, 5 zappatori, 5 ordinanze (portaordini) e 5 attendenti.

## I bombardamenti
Sebbene mai direttamente interessato dagli assalti della fanteria italiana, lungo tutto l'arco del primo anno di guerra forte Belvedere subì bombardamenti molto intensi. Il fuoco dell'artiglieria nemica causò più volte notevoli danni alle strutture e fece anche delle vittime tra la guarnigione, non arrivando comunque mai all'intensità raggiunta dai bombardamenti contro forte Campo Luserna e forte Vezzena.
Il giorno 23 maggio 1915 alle ore 18, con la dichiarazione di guerra dell'Italia all'Austria-Ungheria, ebbero inizio le ostilità. Alle 5 del mattino del giorno seguente vennero sparati i primi colpi di cannone contro forte Belvedere. Oltre ai cannoni dei forti italiani Verena e Campolongo, le artiglierie italiane erano dislocate a Porta Manazzo, nei pressi di cima Campomolon, al passo della Vena e sul monte Toraro.
Da parte austriaca, la sola artiglieria in campo nei primi giorni di guerra era costituita dalle batterie della cintura dei forti, spesso troppo deboli. Senza la possibilità di controbattere all'azione italiana, solo la gran resistenza dei forti ai bombardamenti garantì la tenuta della linea.
Solo più tardi sarebbero entrati in azione il mortaio da 30,5 cm piazzato sul dosso di Costalta e gli altri grossi calibri.

## Il dopoguerra
Alla fine del conflitto, forte Belvedere, alla stregua degli altri forti degli Altopiani, divenne proprietà del demanio italiano. Negli anni venti, una linea di sette fortezze in stato di parziale efficienza stava lì, tra i pascoli e i boschi di queste montagne, a memoria di una guerra ancora troppo vicina per essere dimenticata.
Circa un decennio più tardi, però, una serie di eventi andarono a segnare in modo irrimediabile la storia di queste fortificazioni. Iniziavano quelli che spesso vengono ricordati come “gli anni del recupero”. In quegli anni il governo fascista aveva intrapreso la strada della politica coloniale e dell'autarchia, isolando l'Italia sul piano internazionale. Come immediata conseguenza sorsero subito problemi nell'approvvigionamento di quelle materie prime indispensabili all'industria nazionale. Per contenere almeno in minima parte la grave crisi dei rifornimenti all'industria siderurgica, si pensò anche alla demolizione delle opere corazzate della Prima guerra mondiale. Già alla metà degli anni trenta molti dei Forti degli Altopiani vennero minati per recuperare il ferro in essi contenuto. Questi edifici, prodigio della tecnica militare austriaca, furono ridotti così a cumuli informi di macerie. Forte Belvedere, diversamente dagli altri, si salvò dalla demolizione per intervento del re Vittorio Emanuele III che volle che almeno un forte rimanesse a perenne testimonianza della grande guerra per le generazioni future.
Con grande lungimiranza, negli anni sessanta la famiglia Osele acquistò il forte al fine di sfruttarne la valenza turistica, dotandolo di un impianto di illuminazione e di tabelle indicative dei vari locali e rendendolo visitabile quale museo di se stesso.
Nel 1997 il forte, uno tra i più grandi e meglio conservati, è stato acquistato dal comune di Lavarone che, con il sostegno finanziario della provincia autonoma di Trento, ha immediatamente varato ed effettuato una serie di interventi di restauro e di valorizzazione del sito. Oggigiorno infatti il forte ospita un moderno museo.

## Il museo della Grande guerra
Forte Belvedere-Gschwent si presenta oggi al visitatore quale museo di se stesso e della prima guerra mondiale (1914-1918). Il museo della fortezza si sviluppa nei tre piani della caserma principale:
- al piano terra si spiega la storia di forte Belvedere e del fronte fortificato degli Altopiani di Folgaria, Lavarone e Vezzena;
- al primo piano si parla della vita all'interno del forte e della guerra sul fronte alpino;
- al secondo piano si affrontano le tematiche più generali del conflitto, ponendo particolare attenzione alla vita in trincea e alla condizione umana dei soldati al fronte.

Al suo interno si trovano reperti storici ed installazioni multimediali che illustrano la storia del forte, della sua guarnigione e delle vicende militari che hanno interessato gli Altopiani.
Il museo della fortezza è aperto e visitabile dal 1º aprile al 1º novembre, chiuso il lunedì (tranne luglio e agosto).
Il museo fa parte della Rete Trentino Grande Guerra.